# 蒋佳冀
蒋佳冀（1981年6月—），四川成都人，中国人民解放军95478部队部队长，空军特级飞行员。他于2011年、2012年和2015年三夺“金头盔”奖，也是中国空军首个三夺“金头盔”奖的飞行员。2012年获得空军“矢志打赢的模范飞行员”荣誉称号（二级英雄模范勋章）。
2018年12月18日，在庆祝改革开放40周年大会上被授予改革先锋称号。